# Quasicimex
Quasicimex is een geslacht van wantsen uit de familie van de Cimicidae (Bedwantsen). Het geslacht werd voor het eerst wetenschappelijk beschreven door Engel in 2008 .

## Soorten
Het genus bevat de volgende soorten:

- Quasicimex eilapinastes Engel, 2008